# Savary II van Thouars
Savary II van Thouars (overleden in 943) was van 936 tot aan zijn dood burggraaf van Thouars.

## Levensloop
Savary II was de oudste zoon van burggraaf Amalrik I van Thouars en diens echtgenote Aremburga, wier afkomst onbekend gebleven is.
Na de dood van zijn vader in 936 werd Savary burggraaf van Thouars. Hij bleef dit tot aan zijn dood in 943.
Savary was ongehuwd en kinderloos gebleven. Zijn jongere broer Amalrik II volgde hem op.